# Рейдовий водолазний катер
Рейдовий водолазний катер — судно для забезпечення водолазних робіт у межах акваторії порту, яке має приміщення для зберігання водолазного майна, помпи для подання повітря водолазам та трапи для їх спуску. Входить до складу ВМС деяких країн, в тому числі України.

## На озброєнні в Україні
Україна мала на озброєнні у складі Військово-Морських Сил Збройних Сил України:
1. Водолазний рейдовий катер «Миргород» (U-731)
2. РВК-1075 (у 1996 р. переданий МНС)
3. РВК-5 (списаний у 2004 р.)
4. РВК-761 (списаний у 2008 р.)

Рейдові водолазні катери, які залишаються у складі Військово-Морських Сил Збройних Сил України:
1. U173
2. «Ромни»
3. «Токмак»
4. U734
5. «Добропілля»